# فلوری دو تیه
فلوری دو تیه (انگلیسی: Floris De Tier؛ زادهٔ ۲۰ ژانویهٔ ۱۹۹۲) دوچرخه‌سوار اهل بلژیک است.
از باشگاه‌هایی که در آن بازی کرده‌است می‌توان به اسپورت فلاندر-بالوزه و تیم لوتوان‌ال–یومبو اشاره کرد.